# Kazahsztán vasúti közlekedése

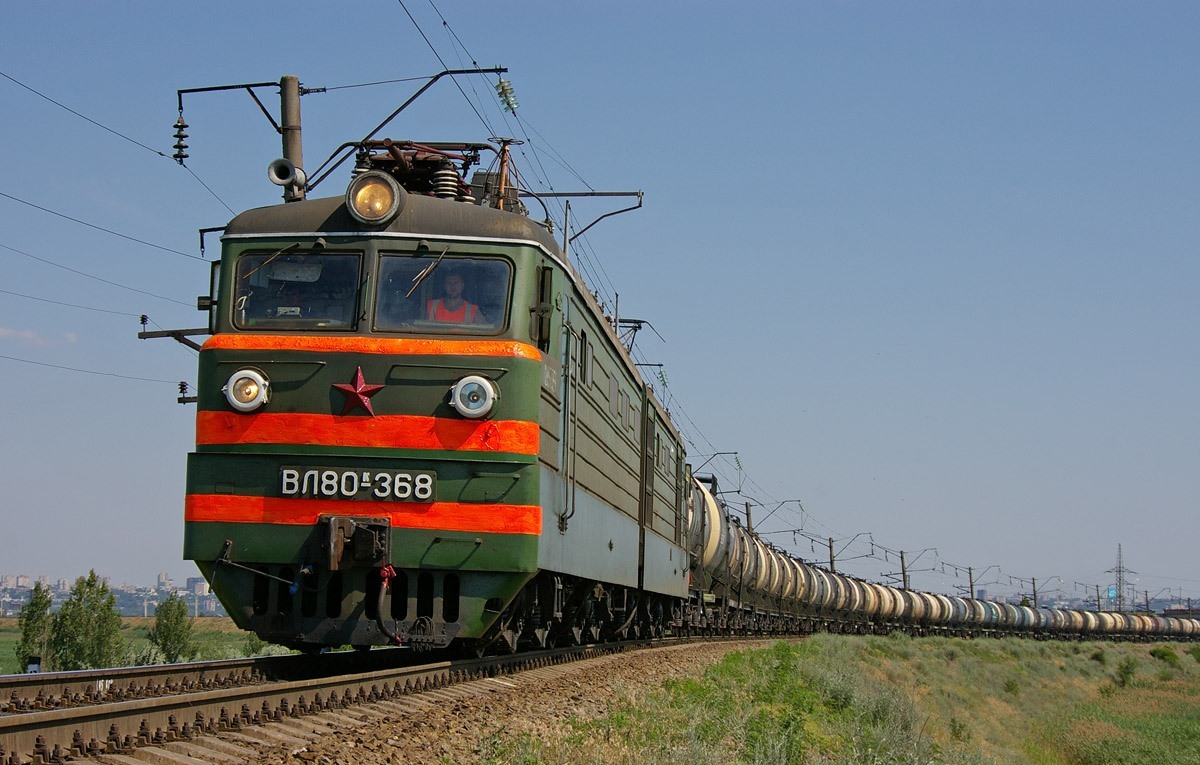
VL80-as villamosmozdony tehervonatával

Kazahsztán vasúthálózatának hossza 15 082 km, 1520 mm-es nyomtávú, melyből 3700 km villamosított 25 kV 50 Hz váltakozó árammal. A vasúthálózatot a Kazaksztan Temir Zsoli (Қазақстан Темир Жолы) üzemelteti.

## Története
A vasúthálózat a volt Szovjetuniótól átvett örökségen alapul, és mint ilyen, 1520 mm széles nyomtávú. Míg ez a volt Szovjetunió országai felé zökkenőmentes átjárást biztosít a nemzetközi határokon, addig a kínai vasútvonal normál nyomtávja 1435 mm; így Dosztyknál (=Druzsba) és Khorgas/Altynkolnál van egy-egy nyomtávváltó.
A KTZ mintegy 15 000 km pályát ellenőriz. A régi Transz-Aral vasútvonal kazahsztáni szakaszai, a Transzkaszpi vasútvonal és a Turkesztán-Szibéria vasútvonal kazahsztáni szakaszai a KTZ-hez kerültek. A 3000 kilométert 25 kV 50 Hz-es váltakozó feszültséggel villamosították.

## Fejlesztések
Kazahsztán államvasútja 2010-ben szerződést kötött a spanyol Talgo vasúti járműgyártóval új intercity vonatok szállításáról. A szerződés értéke meghaladja a 300 millió eurót. Az összeg nem tartalmazza a karbantartási díjakat és a későbbi megrendeléseket. Az új szerelvények gyártása eleinte Spanyolországban folyik majd, de 2011 folyamán a gyártósor kiköltözik a KTZ székhelyére, Nur-Szultanba.

## Képgaléria

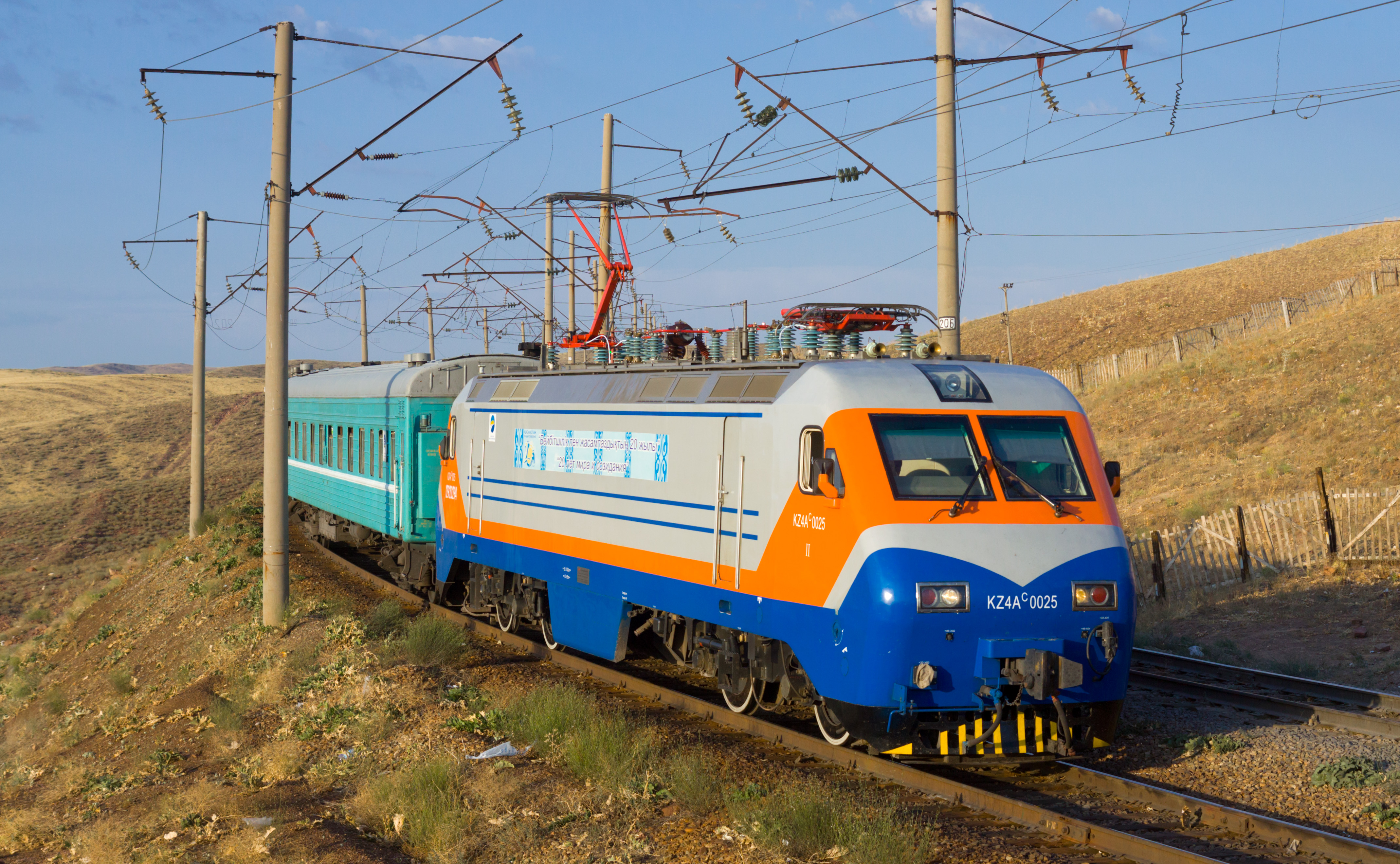
KZ4A
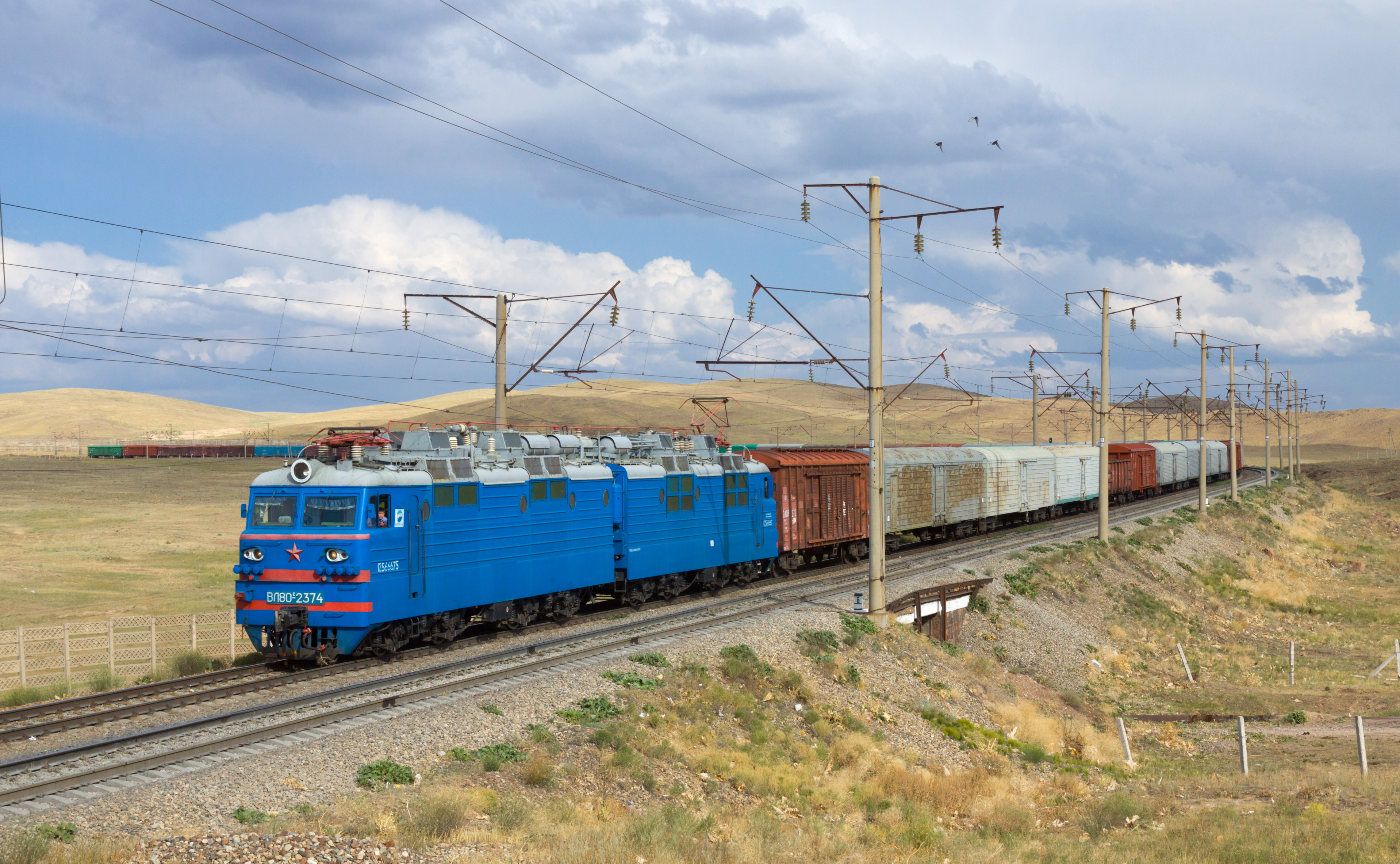
VL80
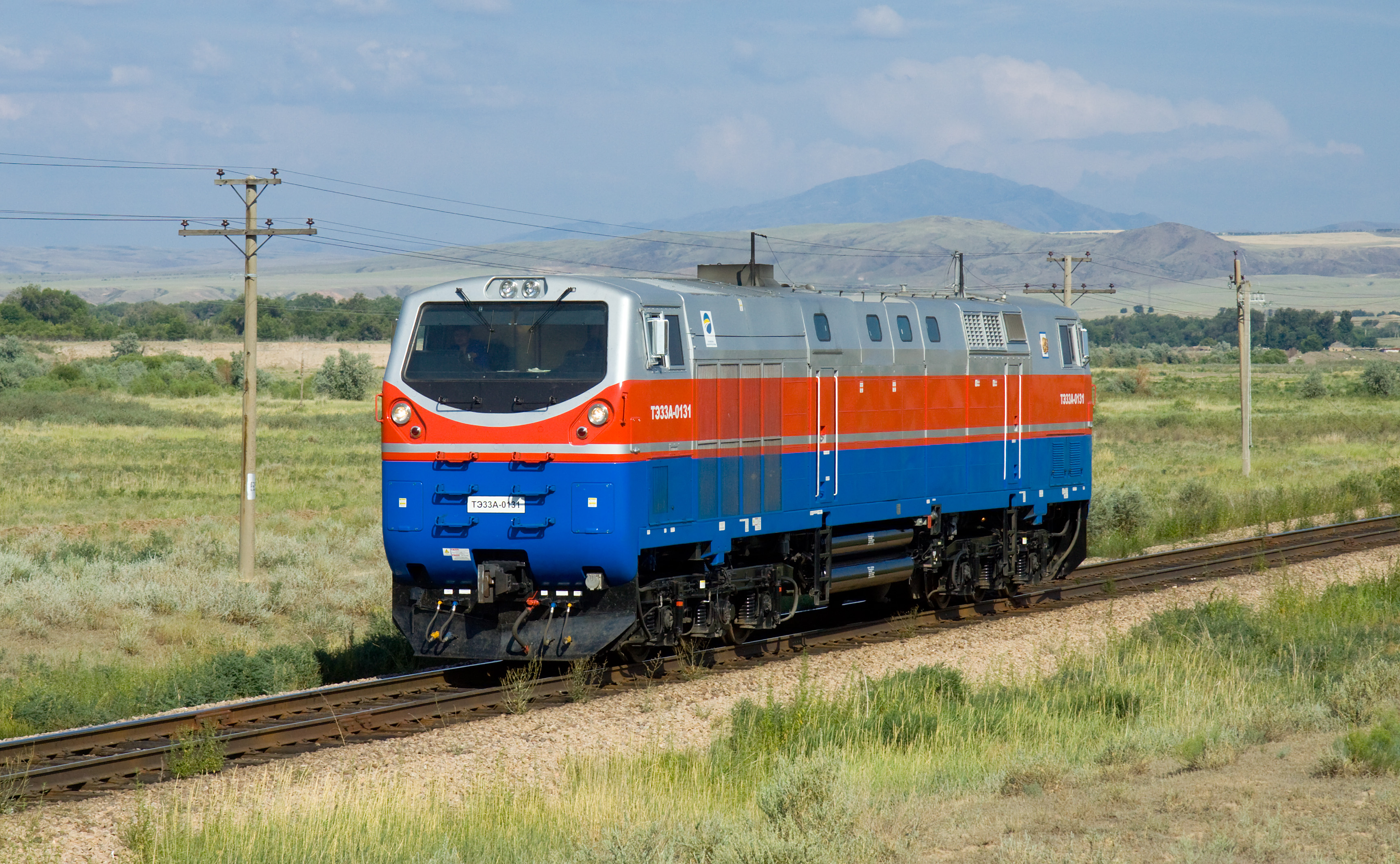
TE33A "GE Evolution"
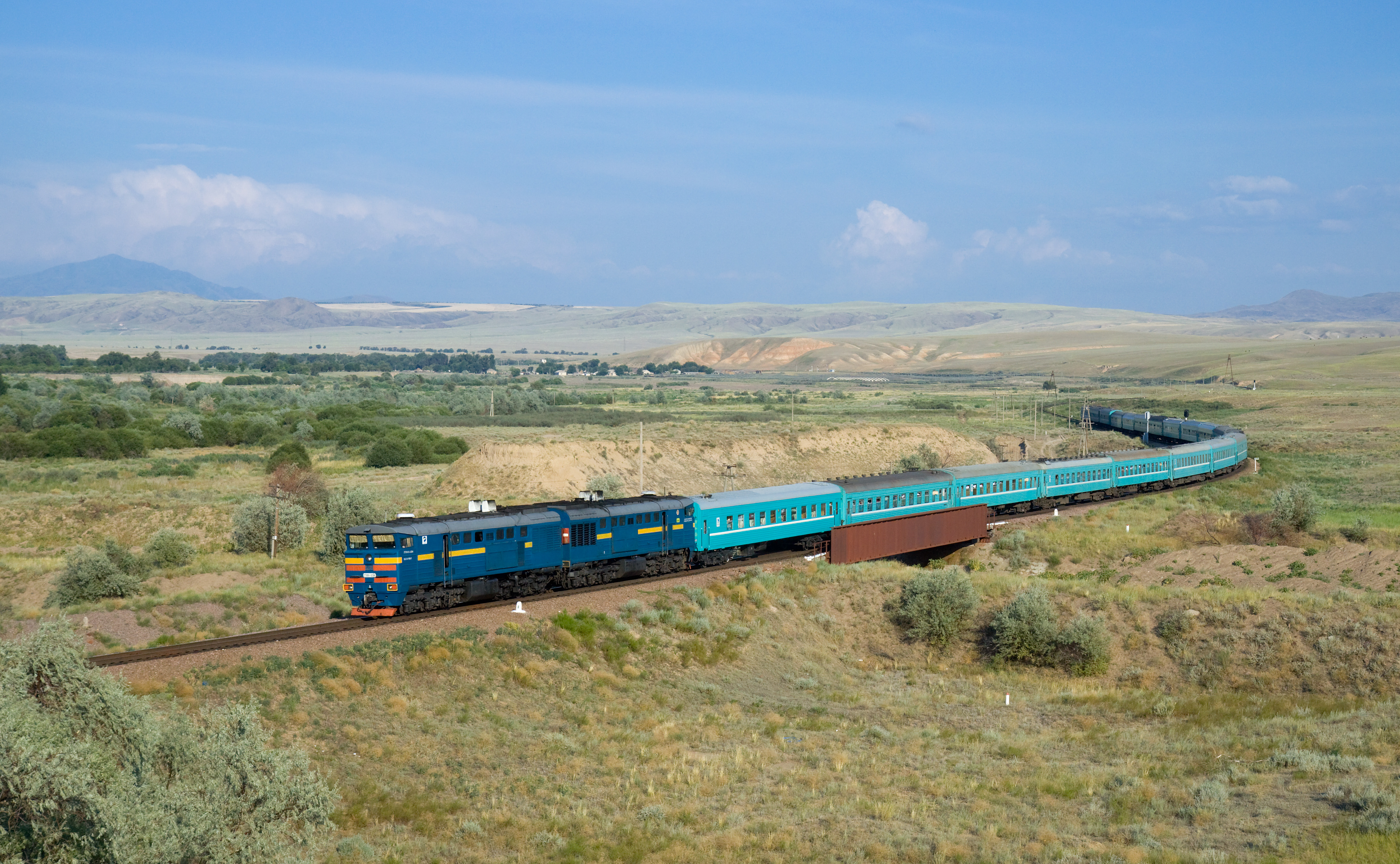
2TE10U
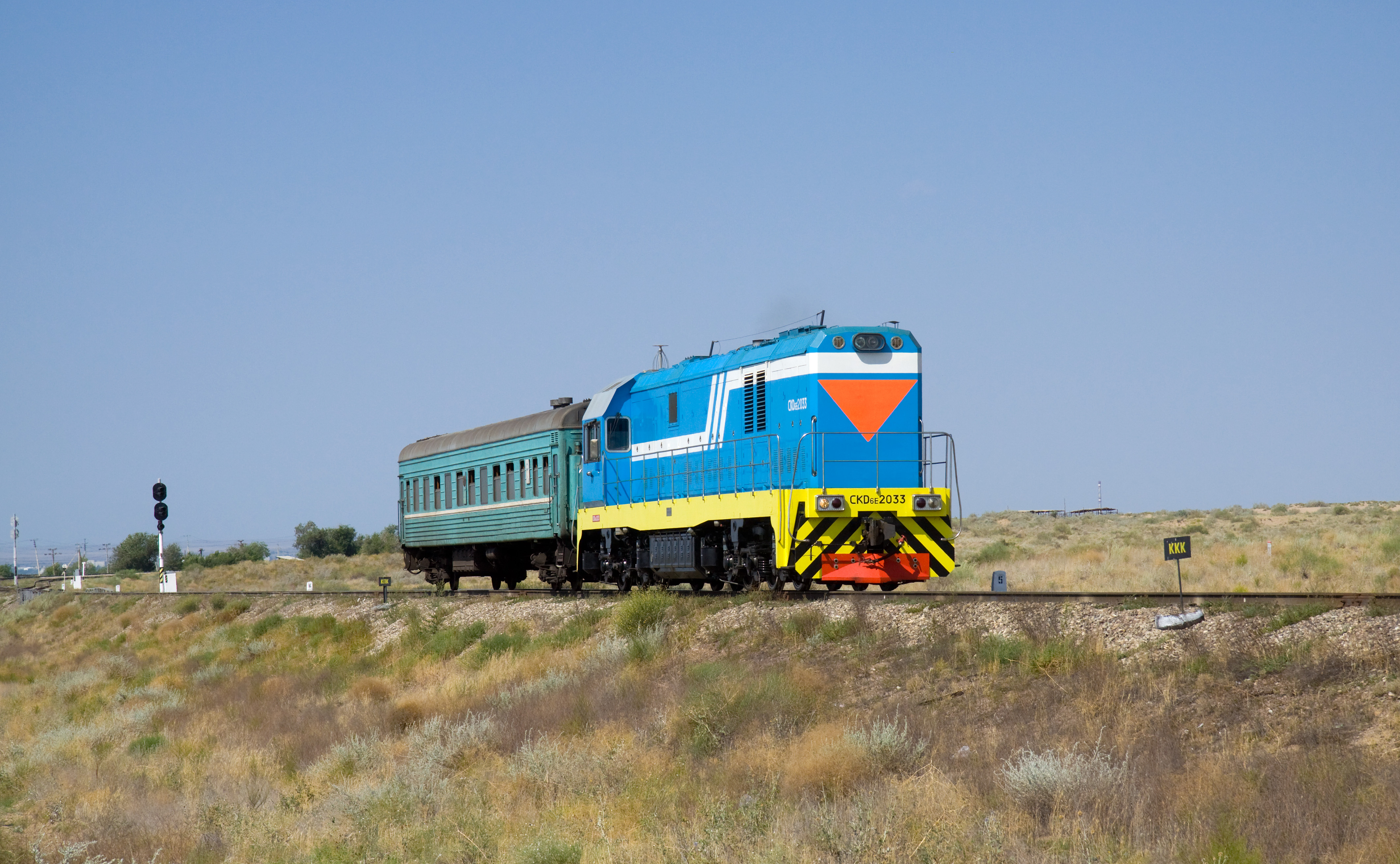
CKD6E
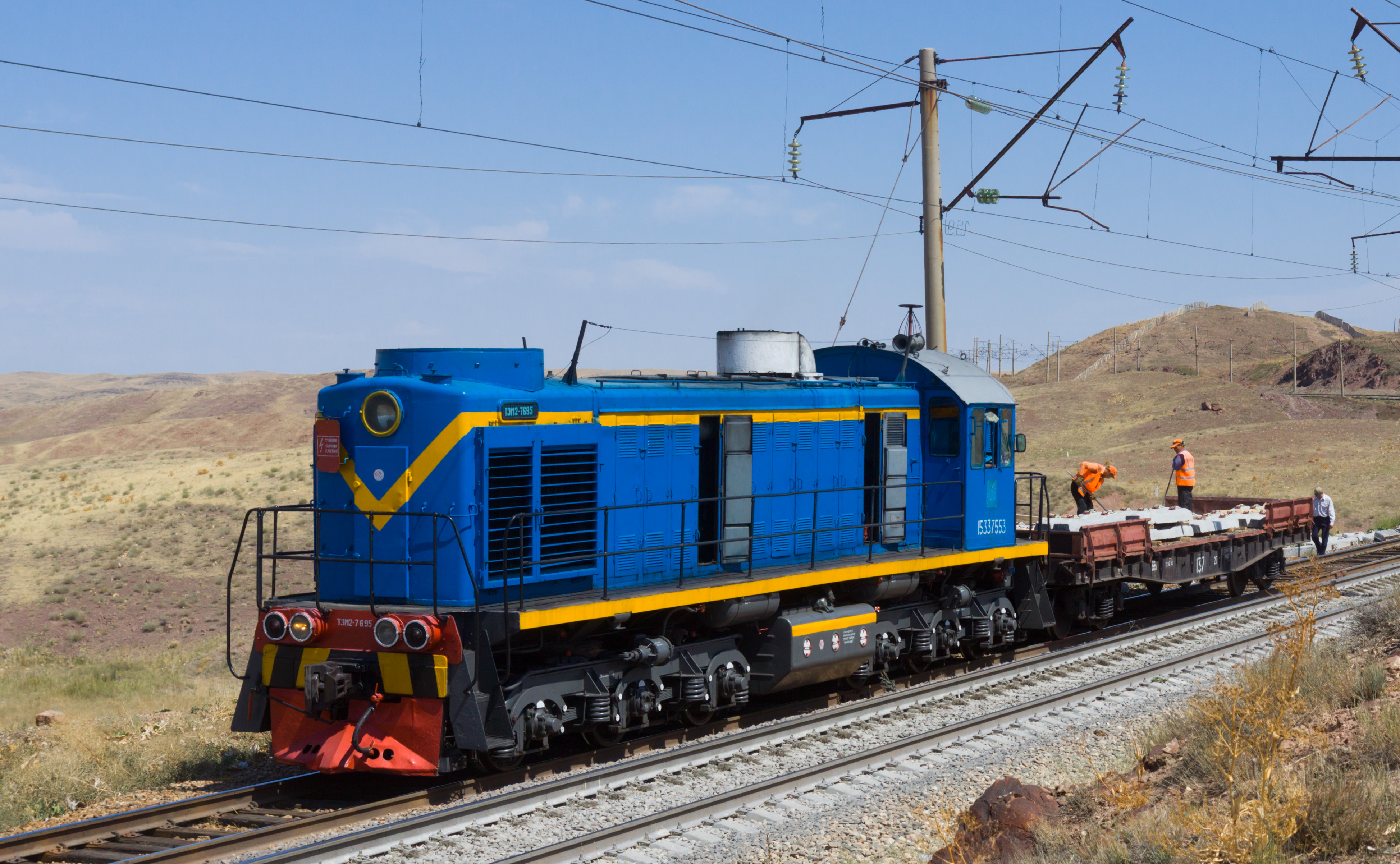
TEM2 "Tamara"

## Vasúti kapcsolata más országokkal
- Oroszország - igen
- Kína - igen, eltérő nyomtávolság: 1520 mm - 1435 mm, a nyomtávváltó állomás a kínai Druzhba
- Kirgizisztán - igen
- Üzbegisztán - igen
- Türkmenisztán - igen, eltérő nyomtávolság: 1520 mm - 1435 mm, 2013 óta[2]